# Jak w filmie
Jak w filmie – singel polskiej piosenkarki Sarsy. Singel został wydany 13 sierpnia 2024.
Kompozycja znalazła się na 11. miejscu listy OLiA, najczęściej odtwarzanych utworów w polskich rozgłośniach radiowych.

## Geneza utworu i historia wydania
Utwór napisali i skomponowali Marta Markiewicz, Kamil Rutkowski i Paweł Smakulski, który również odpowiada za produkcję utworu. Piosenkarka o singlu:

Kiedy w kwietniu 2023 dostałam diagnozę, że cierpię na otosklerozę, czyli głuchnę, dosłownie poczułam się jak w filmie. Byłam przekonana, że to koniec mojej kariery... Mam ogromną wdzięczność za prof. Henryka Skarżyńskiego, który wziął moje uszy »na warsztat«. To dzięki profesorowi mogę dalej tworzyć muzykę, robić co kocham. Wracam inna. Zresztą ktoś mądry powiedział, że z podróży nigdy nie wraca się takim samym. I ja się z tym zgadzam. To jest moje kolejne wcielenie, ale wynikające z ewolucji, a nie zamierzonej metamorfozy. Zmiany, dość burzliwe, które w ostatnich latach można było u mnie zaobserwować to stała w moim życiu.

Singel ukazał się w formacie digital download 13 sierpnia 2024 w Polsce wydaniem własnym i Polydor Records w dystrybucji Universal Music Polska.
23 listopada 2024 utwór został zaprezentowany telewidzom stacji TVP2 w programie The Voice of Poland.

## „Jak w filmie” w stacjach radiowych
Nagranie było notowane na 11. miejscu w zestawieniu OLiA, najczęściej odtwarzanych utworów w polskich rozgłośniach radiowych.

## Teledysk
Do utworu powstał teledysk w reżyserii Michała Pańszczyka, który udostępniono 14 sierpnia 2024 za pośrednictwem serwisu YouTube.

## Lista utworów
- Digital download – EP[3]

1. „Jak w filmie” – 3:03
2. „Jak w filmie” (Bathroom Version) – 2:56
3. „Jak w filmie” (Sped Up Version) – 2:56
4. „Jak w filmie” (Slow Trap Version) – 2:56

- Digital download – Moo Latte Remix[6]

1. „Jak w filmie” (featuring Zeus) (Moo Latte Remix) – 3:27
2. „Jak w filmie” – 3:03

## Notowania
| Kraj   | Lista (2024)                   | Najwyższa pozycja |
| ------ | ------------------------------ | ----------------- |
| Polska | OLiS – oficjalna lista airplay | 11                |

| Kraj   | Lista (2024)                   | Pozycja |
| ------ | ------------------------------ | ------- |
| Polska | OLiS – oficjalna lista airplay | 64      |

## Wyróżnienia
| Rok  | Konkurs                  | Kategoria    | Rezultat    |
| ---- | ------------------------ | ------------ | ----------- |
| 2024 | Przebój roku RMF FM 2024 | Przebój roku | 49. miejsce |